# Green Island Cove
Green Island Cove is een gemeentevrij dorp in de Canadese provincie Newfoundland en Labrador. De plaats bevindt zich aan de noordwestkust van het eiland Newfoundland.

## Geografie
Green Island Cove ligt in het uiterste noordwesten van het Great Northern Peninsula, het meest noordelijke gedeelte van Newfoundland. Het dorp ligt nabij het smalste punt van de Straat van Belle Isle, op slechts 20 km van Labrador. Green Island Cove ligt langs provinciale route 430 op 1 km ten noordoosten van Pines Cove en 2 km ten zuidwesten van Green Island Brook.
De plaats ligt aan een inham (cove) die uitkijkt over Green Island, een langwerpig en vlak eiland dat zo'n anderhalve kilometer voor de kust ligt.

## Demografie
| Jaar | Aantal inwoners | Verschil |
| ---- | --------------- | -------- |
| 1991 | 209             | –        |
| 1996 | 216             | +3,3%    |
| 2001 | 176             | -18,5%   |

Vanaf de volkstelling van 2001 worden er niet langer aparte censusdata voor Green Island Cove bijgehouden. Sindsdien valt de plaats onder de designated place (DPL) Green Island Cove-Pines Cove.